# Vaccino anti-peste
Il vaccino anti-peste è un vaccino utilizzato per indurre immunità attiva contro la Yersinia pestis, l'agente eziologico della peste, in individui a rischio elevato di infezione (es. esposizioni professionali od occasionali a roditori selvatici nelle zone con endemia zootica di peste). 
Esso riduce la morbilità e la mortalità da peste bubbonica, ma non quelle da peste polmonare. 
L'Immunità conferita dal vaccino è breve (circa 6-12 mesi) e per prolungarla devono essere somministrate più dosi di richiamo.

## Storia

### Vaccino di Haffkine
Uno dei primi vaccini contro la peste fu il vaccino di Haffkine, ottenuto da colture di batteri uccisi mediante calore. Nell'ottobre del 1896 un'ondata di peste bubbonica colpì Bombay (l'attuale Mumbai) ed il governo chiese aiuto a Waldemar Haffkine, noto batteriologo russo.
Egli iniziò a lavorare ad un vaccino per la peste in un improvvisato laboratorio in un corridoio del Grant Medical College. Dopo tre mesi di duro lavoro preparò uno studio clinico sull'uomo ed il 10 gennaio del 1897 Haffkine testò il vaccino su di sé. Il vaccino di Haffkine "usava una piccola quantità di batteri per produrre una reazione immunitaria".
Dopo che i risultati furono annunciati alle autorità, alcuni volontari della prigione di Byculla ricevettero il vaccino, quindi furono inoculati con il batterio Yersinia pestis e sopravvissero alla peste, mentre sette uomini del gruppo di controllo morirono. "Come altri vaccini pionieristici la formulazione di Haffkine aveva pesanti effetti collaterali, e non forniva protezione completa, sebbene si ritenga che riducesse il rischio di oltre il 50 per cento".
Agli inizi del ventesimo secolo il numero di somministrazioni del vaccino di Haffkine aveva raggiunto i 4 milioni nella sola India, ed Haffkine era stato nominato direttore del laboratorio sulla peste in Bombay (l'odierno Haffkine Institute).
Quello di Haffkine è stato il primo vaccino per la profilassi umana della peste, ottenuto uccidendo colture virulente con calore a 60 °C. Era però inefficace nel trattamento delle forme di peste polmonare

### Vaccino di Kolle e Otto
Nel 1904 Kolle e Otto hanno dimostrato come quantità relativamente piccole di Y. pestis vivi attenuati fossero sufficienti per proteggere i roditori dalla peste. In seguito è stato riportato che i vaccini vivi attenuati, come quello di Kolle e Otto, erano in grado di proteggere dalla peste bubbonica anche gli umani, e pertanto furono diffusamente impiegati in Indonesia, Madagascar e Vietnam Non hanno trovato applicazione in Europa e negli Stati Uniti in quanto instabili e poco sicuri: in alcuni casi la virulenza del vaccino ha portato alla morte di cavie da laboratorio. Inoltre sono comuni effetti collaterali severi come febbri debilitanti e linfoadenopatia.

### Vaccino inattivato
Il vaccino della peste viene somministrato per via intramuscolare; esso contiene 2 miliardi di Yersinia pestis (ceppo 195/P) per ml. 
La somministrazione intramuscolare del vaccino della peste può provocare eritema, indurimento, dolorabilità ed edema al sito di iniezione. Raramente compaiono ascessi sterili. Sono stati riportati occasionalmente cefalea, malessere, linfoadenopatia, artralgia, mialgia, leucocitosi, nausea, vomito, reazioni di ipersensibilità come shock anafilattico, tachicardia, orticaria, asma e/o ipotensione. Il vaccino della peste non deve essere somministrato nei pazienti con precedenti di gravi reazioni locali o sistemiche dovute all'impiego di vaccini. In caso di patologie febbrili la somministrazione del vaccino è legata alla gravità e all'eziologia della malattia.

## Efficacia
Un'analisi sistematica condotta nel 1998 dalla Cochrane Collaboration non ha trovato studi scientifici di qualità sufficiente per poter formulare un giudizio sulla reale utilità del vaccino, e pertanto si è conclusa senza alcuna indicazione sulla possibile efficacia dello stesso. In ogni caso la ricerca di un vaccino sicuro per la peste prosegue, anche all'inizio del ventunesimo secolo, giustificata principalmente dai timori di un possibile uso del batterio come vettore per attacchi di bioterrorismo.